# Іршиківська сільська рада
І́ршиківська сільська́ ра́да — адміністративно-територіальна одиниця та орган місцевого самоврядування у Старокостянтинівському районі Хмельницької області. Адміністративний центр — село Іршики.

## Загальні відомості
Іршиківська сільська рада утворена в 1929 році.
- Територія ради: 44,011 км²
- Населення ради: 1 266 осіб (станом на 2001 рік)

## Населені пункти
Сільській раді були підпорядковані населені пункти:
- с. Іршики
- с. Малишівка
- с. Хижники
- с. Яремичі

## Склад ради
Рада складалася з 16 депутатів та голови.
- Голова ради: Огородник Павло Степанович
- Секретар ради: Гуменюк Людмила Володимирівна

### Керівний склад попередніх скликань
| Прізвище, ім'я, по батькові  | Основні відомості                                                          | Дата обрання | Дата звільнення |
| ---------------------------- | -------------------------------------------------------------------------- | ------------ | --------------- |
| Камінський Василь Мар'янович | Сільський голова, 1946 року народження, член Соціалістичної партії України | 26.03.2006   | 31.10.2010      |
| Харчук Леонід Васильович     | Сільський голова, 1970 року народження, освіта вища, безпартійний          | 31.10.2010   |                 |

Примітка: таблиця складена за даними сайту Верховної Ради України

### Депутати
За результатами місцевих виборів 2010 року депутатами ради стали:

#### За суб'єктами висування
| Суб'єкт висування | Кількість обраних депутатів | %   |
| ----------------- | --------------------------- | --- |
| Самовисування     | 16                          | 100 |

#### За округами
| № округу | Прізвище, ім'я, по батькові    | Дата визнання обраним | Освіта             | Партійна приналежність                  | Відомості про обраного депутата                        |
| -------- | ------------------------------ | --------------------- | ------------------ | --------------------------------------- | ------------------------------------------------------ |
| 1        | Лошак Олександр Власович       | 02.11.2010            | середня            | позапартійний                           | тимчасово не працює                                    |
| 2        | Андрійчук Андрій Васильович    | 02.11.2010            | вища               | позапартійний                           | Іршиківська загальноосвітня школа, директор            |
| 3        | Харчук Наталія Сергіївна       | 02.11.2010            | вища               | позапартійна                            | Іршиківська загальноосвітня школа, педагог організатор |
| 4        | Шевчук Олександр Олександрович | 02.11.2010            | вища               | член Політичної партії «Сильна Україна» | ТОВ «Укрзернопром», агроном                            |
| 5        | Гуменюк Людмила Володимирівна  | 02.11.2010            | середня спеціальна | позапартійна                            | Іршиківська сільська рада, бухгалтер                   |
| 6        | Мельничук Наталія Іванівна     | 02.11.2010            | середня спеціальна | член Партії регіонів                    | Іршиківська бібліотека, бібліотекар                    |
| 7        | Колодій Євгенія Петрівна       | 02.11.2010            | незакінчена вища   | позапартійна                            | Іршиківська загальноосвітня школа, робітник            |
| 8        | Пеньора Петро Іванович         | 02.11.2010            | середня            | член Партії регіонів                    | тимчасово не працює                                    |
| 9        | Гуцалюк Леонід Анатолійович    | 02.11.2010            | середня спеціальна | позапартійний                           | тимчасово не працює                                    |
| 10       | Атанасов Іван Ілліч            | 02.11.2010            | середня            | член Народної партії                    | СПП «Жайвір», головний інженер                         |
| 11       | Рузич Тетяна Вікторівна        | 02.11.2010            | середня спеціальна | член Народної партії                    | СПП «Жайвір», бухгалтер                                |
| 12       | Гуцалюк Олександр Миколайович  | 02.11.2010            | вища               | член Партії регіонів                    | Іршиківська загальноосвітня школа, завгосп             |
| 13       | Півторацька Любов Анастасіївна | 02.11.2010            | середня спеціальна | позапартійна                            | Поштове відділення, начальник                          |
| 14       | Сапоненко Людмила Федорівна    | 02.11.2010            | середня спеціальна | позапартійна                            | Поштове відділення, листоноша                          |
| 15       | Канчалаба Володимир Пилипович  | 02.11.2010            | середня спеціальна | позапартійний                           | тимчасово не працює                                    |
| 16       | Шуляк Олександр Васильович     | 02.11.2010            | середня спеціальна | член Політичної партії «Сильна Україна» | тимчасово не працює                                    |